# كوناتوموماب
كوناتوموماب هو جسم مضاد وحيد النسيلة مصمم لعلاج الأورام طورته أمجن.
التجارب السريرية الحالية تدرس استخدامه في علاج سرطان الثدي.